# سن-اوپیفان، کبک
سن-اوپیفان (به فرانسوی: Saint-Épiphane) شهری در منطقه شهری ریوییر-دو-لو ناحیه با-سن-لوران در استان کبک کانادا است. در سرشماری سال ۲۰۱۱ این شهر ۹۰۵ نفر جمعیت داشته‌است و مساحت آن ۸۲٫۳۶ کیلومتر مربع است.